# Lelep
Lelep (en népalais : लेलेप) est un comité de développement villageois du Népal situé dans le district de Taplejung. Au recensement de 2011, il comptait 2 205 habitants.